# 國際科學理事會
国际科学理事会（英語：International Science Council，缩写ISC）是一个国际非政府组织，联合社会科学和自然科学领域各个层次的科学机构。 国际科学理事会（ISC）于2018年7月4日召开成立大会，由原国际科学理事会／国际科学联盟理事会（ICSU）和国际社会科学理事会（ISSC）合并而成，是同类组织中规模最大的组织之一。
达亚·雷迪，数学家，担任科学理事会的首任主席（2018—2021 年）。 彼得·格卢克曼爵士是一位儿科医生、生物医学科学家和科学政策专家，于2021年10月当选该理事会主席。 国际科学理事会的其他首届官员（任期从2018年到2021 年）包括埃莉莎·赖斯（Elisa Reis，副主席） 李静海（副主席） 
勒妮·范克塞尔（Renée van Kessel财务主管）和阿利克·伊斯梅尔-扎德（秘书） 直到2022年2月，海德·哈克曼一直担任该理事会的 首席执行官（CEO）。 2023年，萨尔瓦托雷·阿里科（Salvatore Aricò）当选首席执行官。

## 活动
该理事会召集并动员国际科学界就重大科学和公共问题展开讨论。其活动主要集中在三个工作领域：
- 鼓励和支持国际科学研究和学术研究，并传播与国际政策问题相关的科学；
- 提升科学对重大问题的贡献能力；
- 捍卫自由和负责任的科学实践。

该理事会参与了多项国际研究计划、网络和委员会的共同赞助。
该理事会颁发斯泰因·罗坎比较社会科学研究奖。
理事会目前的活动以《2022-2024年行动计划：科学与社会转型》（Action Plan 2022-2024: Science and Society in Transition）为指导。 该行动计划的核心是选择与所有科学领域和世界各地相关的一系列项目和计划。

## 结构
该理事会由其管理委员会管理， 并接受一些咨询机构在空间、极地、气候和数据研究等多个专题领域的咨询。 其总部位于巴黎，在哥伦比亚设有地区办事处。管理理事会的官员目前包括彼得·格卢克曼（主席）、小谷元子（当选主席）、安妮·胡塞贝克（Anne Husebekk，科学自由与责任副主席）、萨利姆·阿卜杜勒·卡里姆（Salim Abdool Karim ，外联与参与副主席）和白波濑佐和子（理事会财务副主席）。
国际科学理事会的下一次大会定于2025年在马斯喀特举行。

## 成员
截至2025年，国际科学理事会拥有131个成员组织、43个成员联盟和协会以及23个附属成员。

### 成员／会员联盟和协会
| 首字母缩略词 | 名称                             | 科学领域               |
| ------------ | -------------------------------- | ---------------------- |
| 4S           | 社会科学研究学会                 | 科学技术社会研究       |
| CIE          | 国际照明委员会                   | 照明                   |
| IALS         | 国际法律科学协会                 | 法律科学               |
| IASSA        | 国际北极社会科学协会             | 与北极相关的社会科学   |
| IAU          | 国际天文学联合会                 | 天文学                 |
| ICA          | 国际地图学协会                   | 地图学                 |
| ICIAM        | 国际工业与应用数学理事会         | 数学                   |
| ICO          | 国际光学委员会                   | 光学                   |
| IFSM         | 国际显微镜学会联合会             | 显微镜学               |
| IGU          | 国际地理联合会                   | 地理                   |
| IMU          | 国际数学联盟                     | 数学                   |
| INQUA        | 国际第四纪研究联合会             | 第四纪                 |
| IPRA         | 国际和平研究协会                 | 和平研究               |
| IPSA         | 国际政治科学协会                 | 政治科学               |
| ISA          | 国际社会学协会                   | 社会学                 |
| ISPRS        | 国际摄影测量与遥感学会           | 摄影测量和遥感         |
| IUBS         | 国际生物科学联合会               | 生物学                 |
| IUCr         | 国际晶体学联合会                 | 晶体学                 |
| IUFoST       | 国际食品科学技术联合会           | 食品科学和食品技术     |
| IUFRO        | 国际森林研究组织联合会           | 林业                   |
| IUGG         | 国际大地测量学与地球物理学联合会 | 大地测量学和地球物理学 |
| IUGS         | 国际地质科学联合会               | 地质学                 |
| IUHPST       | 国际科学史与科学哲学联合会       | 科学史和科学哲学       |
| IUIS         | 国际免疫学会联合会               | 免疫学                 |
| IUMRS        | 国际材料研究学会联合会           | 材料科学               |
| IUMS         | 国际微生物学会联合会             | 微生物学               |
| IUNS         | 国际营养科学联合会               | 营养                   |
| IUPAB        | 国际纯粹与应用生物物理学联合会   | 生物物理学             |
| IUPAC        | 国际纯粹与应用化学联合会         | 化学                   |
| IUPAP        | 国际纯粹与应用物理联合会         | 物理                   |
| IUPESM       | 国际医学物理与工程科学联合会     | 医学物理学             |
| IUPHAR       | 国际基础与临床药理学联合会       | 药理                   |
| IUPS         | 国际生理科学联合会               | 生理学                 |
| IUPsyS       | 国际心理科学联合会               | 心理学                 |
| IUSS         | 国际土壤科学联合会               | 土壤科学               |
| IUSSP        | 国际人口科学研究联合会           | 人口统计学             |
| IUTAM        | 国际理论与应用力学联合会         | 力学                   |
| IUTOX        | 国际毒理学联合会                 | 毒理学                 |
| UIS          | 国际洞穴学联合会                 | 洞穴学                 |
| URSI         | 国际无线电科学联合会             | 无线电科学             |
| WAPOR        | 世界舆论研究协会                 | 舆情调研               |
| WAU          | 世界人类学联合会                 | 人类学                 |